# 1571.
◄ | 15. stoljeće | 16. stoljeće | 17. stoljeće | ►
◄ | 1540-ih | 1550-ih | 1560-ih | 1570-ih | 1580-ih | 1590-ih | 1600-ih | ►
◄◄ | ◄ | 1568. | 1569. | 1570. | 1571. | 1572. | 1573. | 1574. | ► | ►►
Arhitektura • Astronomija • Glazba • Kazalište • Kiparstvo • Knjige • Književnost • Kršćanstvo • Medicina • Politika • Pravo • Promet • Slikarstvo • Znanost

## Događaji
- 7. listopada – Bitka kod Lepanta
- 15. kolovoza — Osmanlije napadaju Korčulu; nakon uspješne korčulanske obrane, Osmanlije napadaju i pustoše mjesta na otoku Hvaru.[1]
- Osmanski napad na Split

## Rođenja
- 27. prosinca – Johannes Kepler, njemački astronom († 1630.)
- Kajo Korejski, korejski blaženik († 1624.)

## Smrti
- 14. veljače – Benvenuto Cellini, talijanski zlatar i kipar (* 1500.)

## Vanjske poveznice
|  | Zajednički poslužitelj ima još gradiva o temi 1571. |